# Nuno Assis
Nuno Assis Lopes de Almeida (Lousã, 25 novembre 1977) è un ex calciatore portoghese, di ruolo centrocampista.
Ha totalizzato nel massimo campionato portoghese 282 presenze e 33 gol con diverse compagini (Alverca, Gil Vicente, Vitória Guimarães e Benfica), oltre ad un'esperienza in Arabia Saudita (all'Ittihād) e quattro stagioni a Cipro all'Omonia Nicosia.

## Carriera

### Club

#### Gli inizi e i vari prestiti
Nato a Lousã, nel distretto di Coimbra, cresce calcisticamente nella compagine locale prima di essere ingaggiato a 15 anni dallo Sporting Lisbona. Nella capitale lusitana milita nel vivaio della squadra, prima di trasferirsi a titolo temporaneo nel club satellite del Lourinhanense.
Passato in prestito all'Alverca, nella stagione 1999-2000 ha modo di debuttare in Primeira Liga, collezionando anche 19 gettoni, prima di trasferirsi temporaneamente al Gil Vicente, con cui segna i primi gol tra i professionisti.

#### Vitória Guimarães
Nell'estate 2001 si svincola dallo Sporting e firma per il Vitória Guimarães. A partire dalla stagione 2002-2003 (in cui segna tre reti in 33 incontri) diventa un titolare inamovibile della squadra, raggiungendo il record di segnature (4 in 31 apparizioni) nel 2003-2004.

#### Benfica
Assis comincia la stagione 2004-2005 nelle file del Vitória ma a metà annata, nel corso della sessione invernale del calciomercato, viene acquistato dal Benfica per rimpiazzare lo sloveno Zlatko Zahovič, appena ritiratosi. Riesce già a segnare con la maglia degli Encarnados nel corso della sua prima presenza, nella partita vinta 2-1 in casa del Moreirense. Assis rimarrà al Benfica per tre stagioni e mezzo, vincendo un campionato (la Primeira Liga 2004-2005) e la Supercoppa portoghese 2005.

#### Ritorno al Vitória Guimarães e Al-Ittihād
Poco prima dell'inizio della Primeira Liga 2008-2009, il giocatore viene venduto insieme al compagno Luís Filipe, facendo ritorno dopo tre anni e mezzo al Vitória Guimarães. Il 30 gennaio 2009 segna la sua prima tripletta in carriera nella vittoria per 4-2 contro il Vitória Setúbal.
Al termine della Primeira Liga 2009-2010 mette a segno cinque reti in 26 presenze con il Vitória che si piazza sesto in classifica, mancando la qualificazione ai preliminari di Europa League 2010-2011 soltanto per scontri diretti sfavorevoli col Marítimo giunto a pari merito.
A metà giugno 2010 a 32 anni si trasferisce in Arabia Saudita, all'Ittihād, la sua prima esperienza all'estero. Gioca la sua prima partita il 14 agosto seguente in un incontro vinto 2-1 contro l'Al-Ettifaq.

#### Secondo ritorno al Vitória Guimarães e Omonia
A fine agosto 2011 passa per la terza volta in carriera al Vitória Guimarães, rimanendovi una sola stagione in Primeira Liga e collezionando 25 presenze, condite da quattro reti.
Nel 2012 si accorda con i ciprioti dell'Omonia Nicosia, con cui vince subito la Supercoppa di Cipro 2012. Nella prima stagione scende in campo 28 volte in A' Katīgoria, rimanendo con i ciprioti per altri tre anni, prima di ritirarsi dal calcio professionistico al termine del contratto nel giugno 2016, all'età di quasi 39 anni.

### Nazionale
Il 20 novembre 2002 Assis viene convocato per la prima volta in nazionale maggiore dal C.T. Agostinho Oliveira, in un match amichevole contro la Scozia a Braga (vittoria dei lusitani 2-0).
Torna a giocare per il Portogallo dopo più di sei anni, il 14 ottobre 2009, subentrando nel corso della partita, giocata a Guimarães, vinta 4-0 contro Malta, valida per le qualificazioni ai Mondiali 2010. Nonostante questa apparizione, Assis non compare nella lista della selezione portoghese all'edizione iridata in Sudafrica.

## Statistiche

### Presenze e reti nei club
| Stagione                 | Squadra                  | Campionato               | Campionato | Campionato | Coppe nazionali | Coppe nazionali | Coppe nazionali | Coppe continentali | Coppe continentali | Coppe continentali | Altre coppe | Altre coppe | Altre coppe | Totale | Totale |
| Stagione                 | Squadra                  | Comp                     | Pres       | Reti       | Comp            | Pres            | Reti            | Comp               | Pres               | Reti               | Comp        | Pres        | Reti        | Pres   | Reti   |
| ------------------------ | ------------------------ | ------------------------ | ---------- | ---------- | --------------- | --------------- | --------------- | ------------------ | ------------------ | ------------------ | ----------- | ----------- | ----------- | ------ | ------ |
| 1997-1998                | Lourinhanense            | SD                       | 28         | 12         | CP              | 0               | 0               | -                  | -                  | -                  | -           | -           | -           | 28     | 12     |
| 1998-1999                | Lourinhanense            | SD                       | 31         | 11         | CP              | 0               | 0               | -                  | -                  | -                  | -           | -           | -           | 31     | 11     |
| Totale Lourinhanense     | Totale Lourinhanense     | Totale Lourinhanense     | 59         | 23         |                 | 0               | 0               |                    | -                  | -                  |             | -           | -           | 59     | 23     |
| 1999-2000                | Alverca                  | PL                       | 19         | 0          | CP              | 0               | 0               | -                  | -                  | -                  | -           | -           | -           | 19     | 0      |
| 2000-2001                | Gil Vicente              | PL                       | 26         | 2          | CP              | 1               | 1               | -                  | -                  | -                  | -           | -           | -           | 27     | 3      |
| 2001-2002                | Vitória Guimarães        | PL                       | 31         | 2          | CP              | 2               | 0               | -                  | -                  | -                  | -           | -           | -           | 33     | 2      |
| 2002-2003                | Vitória Guimarães        | PL                       | 32         | 3          | CP              | 3               | 0               | -                  | -                  | -                  | -           | -           | -           | 35     | 3      |
| 2003-2004                | Vitória Guimarães        | PL                       | 31         | 4          | CP              | 2               | 0               | -                  | -                  | -                  | -           | -           | -           | 33     | 4      |
| 2004-gen. 2005           | Vitória Guimarães        | PL                       | 13         | 2          | CP              | 2               | 2               | -                  | -                  | -                  | -           | -           | -           | 15     | 4      |
| gen.-giu. 2005           | Benfica                  | PL                       | 15         | 2          | CP              | 2               | 1               | CU                 | 2                  | 0                  | SP          | -           | -           | 19     | 3      |
| 2005-2006                | Benfica                  | PL                       | 10         | 0          | CP              | 0               | 0               | UCL                | 2                  | 0                  | SP          | 0           | 0           | 12     | 0      |
| 2006-2007                | Benfica                  | PL                       | 14         | 1          | CP              | 0               | 0               | UCL+CU             | 7+0                | 0                  | -           | -           | -           | 21     | 1      |
| 2007-2008                | Benfica                  | PL                       | 17         | 1          | CP+CdL          | 4+2             | 1+0             | UCL+CU             | 5+2                | 0                  | -           | -           | -           | 30     | 2      |
| Totale Benfica           | Totale Benfica           | Totale Benfica           | 56         | 4          |                 | 8               | 2               |                    | 18                 | 0                  |             | 0           | 0           | 82     | 6      |
| 2008-2009                | Vitória Guimarães        | PL                       | 23         | 7          | CP+CdL          | 3+4             | 0               | UCL+CU             | 0                  | 0                  | -           | -           | -           | 30     | 7      |
| 2009-2010                | Vitória Guimarães        | PL                       | 26         | 5          | CP+CdL          | 3+4             | 1+0             | -                  | -                  | -                  | -           | -           | -           | 33     | 6      |
| 2010-2011                | Al-Ittihad               | SPL                      | 25         | 3          | CPC             | 2               | 0               | ACL                | 7                  | 3                  | KCC         | 0           | 0           | 34     | 6      |
| 2011-2012                | Vitória Guimarães        | PL                       | 25         | 4          | CP+CdL          | 2+1             | 0               | UEL                | 0                  | 0                  | -           | -           | -           | 28     | 4      |
| Totale Vitória Guimarães | Totale Vitória Guimarães | Totale Vitória Guimarães | 181        | 27         |                 | 26              | 3               |                    | 0                  | 0                  |             | -           | -           | 207    | 30     |
| 2012-2013                | Omonia                   | AK                       | 23+5       | 1+1        | CC              | 5               | 1               | UEL                | 2                  | 0                  | SC          | 1           | 0           | 36     | 3      |
| 2013-2014                | Omonia                   | AK                       | 20+8       | 3          | CC              | 3               | 0               | UEL                | 2                  | 0                  | -           | -           | -           | 33     | 3      |
| 2014-2015                | Omonia                   | AK                       | 17+9       | 2+4        | CC              | 3               | 0               | UEL                | 5                  | 1                  | -           | -           | -           | 34     | 7      |
| 2015-2016                | Omonia                   | AK                       | 22+6       | 8+2        | CC              | 6               | 1               | UEL                | 6                  | 0                  | -           | -           | -           | 40     | 11     |
| Totale Omonia            | Totale Omonia            | Totale Omonia            | 82+28      | 14+7       |                 | 17              | 2               |                    | 15                 | 1                  |             | 1           | 0           | 143    | 24     |
| Totale carriera          | Totale carriera          | Totale carriera          | 448+28     | 73+7       |                 | 54              | 8               |                    | 40                 | 4                  |             | 1           | 0           | 571    | 102    |

### Cronologia presenze e reti in nazionale
| Cronologia completa delle presenze e delle reti in nazionale ― Portogallo | Cronologia completa delle presenze e delle reti in nazionale ― Portogallo | Cronologia completa delle presenze e delle reti in nazionale ― Portogallo | Cronologia completa delle presenze e delle reti in nazionale ― Portogallo | Cronologia completa delle presenze e delle reti in nazionale ― Portogallo | Cronologia completa delle presenze e delle reti in nazionale ― Portogallo | Cronologia completa delle presenze e delle reti in nazionale ― Portogallo | Cronologia completa delle presenze e delle reti in nazionale ― Portogallo |
| Data                                                                      | Città                                                                     | In casa                                                                   | Risultato                                                                 | Ospiti                                                                    | Competizione                                                              | Reti                                                                      | Note                                                                      |
| ------------------------------------------------------------------------- | ------------------------------------------------------------------------- | ------------------------------------------------------------------------- | ------------------------------------------------------------------------- | ------------------------------------------------------------------------- | ------------------------------------------------------------------------- | ------------------------------------------------------------------------- | ------------------------------------------------------------------------- |
| 20-11-2002                                                                | Braga                                                                     | Portogallo                                                                | 2 – 0                                                                     | Scozia                                                                    | Amichevole                                                                | -                                                                         | 83’                                                                       |
| 14-10-2009                                                                | Guimarães                                                                 | Portogallo                                                                | 4 – 0                                                                     | Malta                                                                     | Qual. Mondiali 2010                                                       | -                                                                         | 62’                                                                       |
| Totale                                                                    |                                                                           | Presenze                                                                  | 2                                                                         |                                                                           | Reti                                                                      | 0                                                                         |                                                                           |

## Palmarès

### Club

#### Competizioni nazionali
- Campionato portoghese: 1

Benfica: 2004-2005
- Supercoppa di Portogallo: 1

Benfica: 2005
- Supercoppa di Cipro: 1

Omonia: 2012